# Igreja do Seminário de Belém
A Igreja do Seminário de Belém, também conhecida como Igreja do Antigo Seminário de Belém de Cachoeira, é um templo católico romano e antiga escola localizada no município de Cachoeira, Bahia. O seminário foi fundado em 1686 pelos jesuítas e foi a primeira escola da ordem no Brasil fora da cidade de Salvador. O seminário acabou abrigando oito padres e entre 100 e 140 alunos. Os jesuítas também mantinham igual número de escravos de origem africana no local. O complexo do seminário caiu em ruínas após a expulsão dos jesuítas do Brasil em 1759. A igreja é a única estrutura remanescente do seminário e é dedicada a Nossa Senhora de Belém. Ela mantém muitos elementos da arquitetura colonial portuguesa do século XVII e foi tombada pelo Instituto do Patrimônio Histórico e Artístico Nacional (IPHAN) em 1938.

## Localização
A Igreja do Seminário de Belém localiza-se na metade da maior parte de um grange gramado. A área na qual se situa é plana e relativamente elevada, com clima muito ameno. De acordo com um inventário de 1760 realizado após a expulsão dos jesuítas, todo o espólio consistia em uma grande residência de seminário, a igreja, a senzala e um poço que fornecia água potável. Estes eram cercados por um fosso que servia como barreira protetora.
A igreja é a única estrutura que resta do conjunto arquitetônico original; as residências dos escravos (senzalas), eram de construção de adobe. Estes degradaram-se com o tempo e foram demolidos. O espaço hoje, dominado pela estrutura da igreja, é rodeado por pequenas casas que substituíram as senzalas. A igreja e as residências vizinhas são conhecidas atualmente como "Povoação de Belém de Cachoeira".

## História

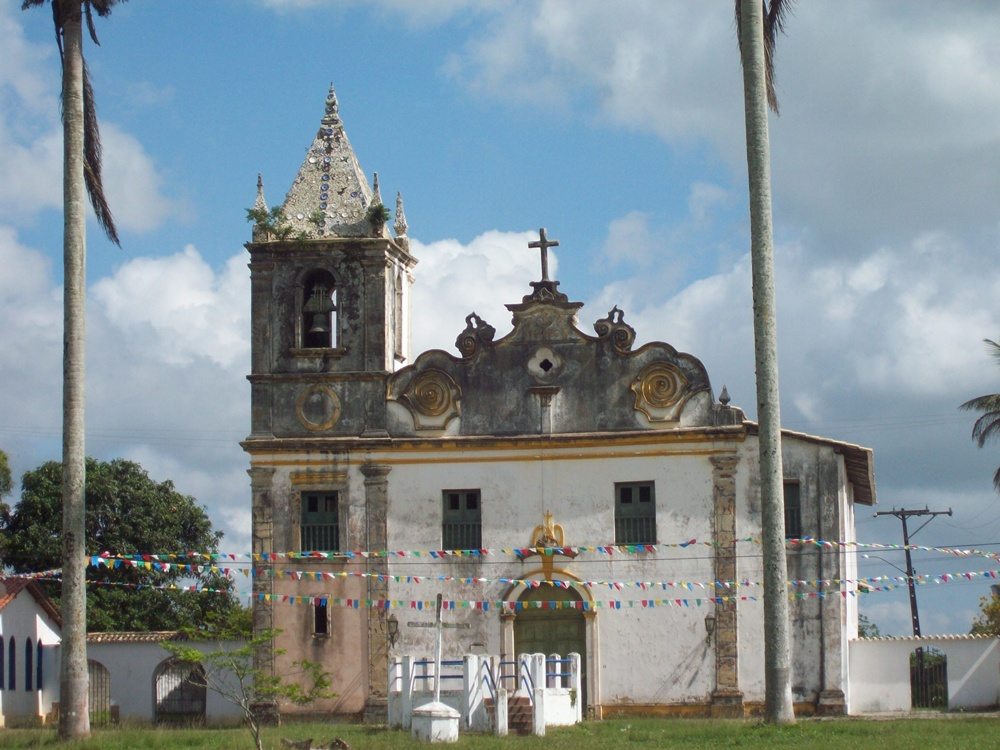
Igreja em 2012

A Igreja do Seminário de Belém era o maior estabelecimento jesuíta da região do Recôncavo. Foi fundada em 1686 pelo padre Alexandre de Gusmão, um educador jesuíta português. O seminário foi construído em um terreno doado por João Rodrigues Adorno, filho de Gaspar Rodrigues Adorno, o fundador de Cachoeira, sete quilômetros ao norte da plantação de cana-de-açúcar de Adorno.

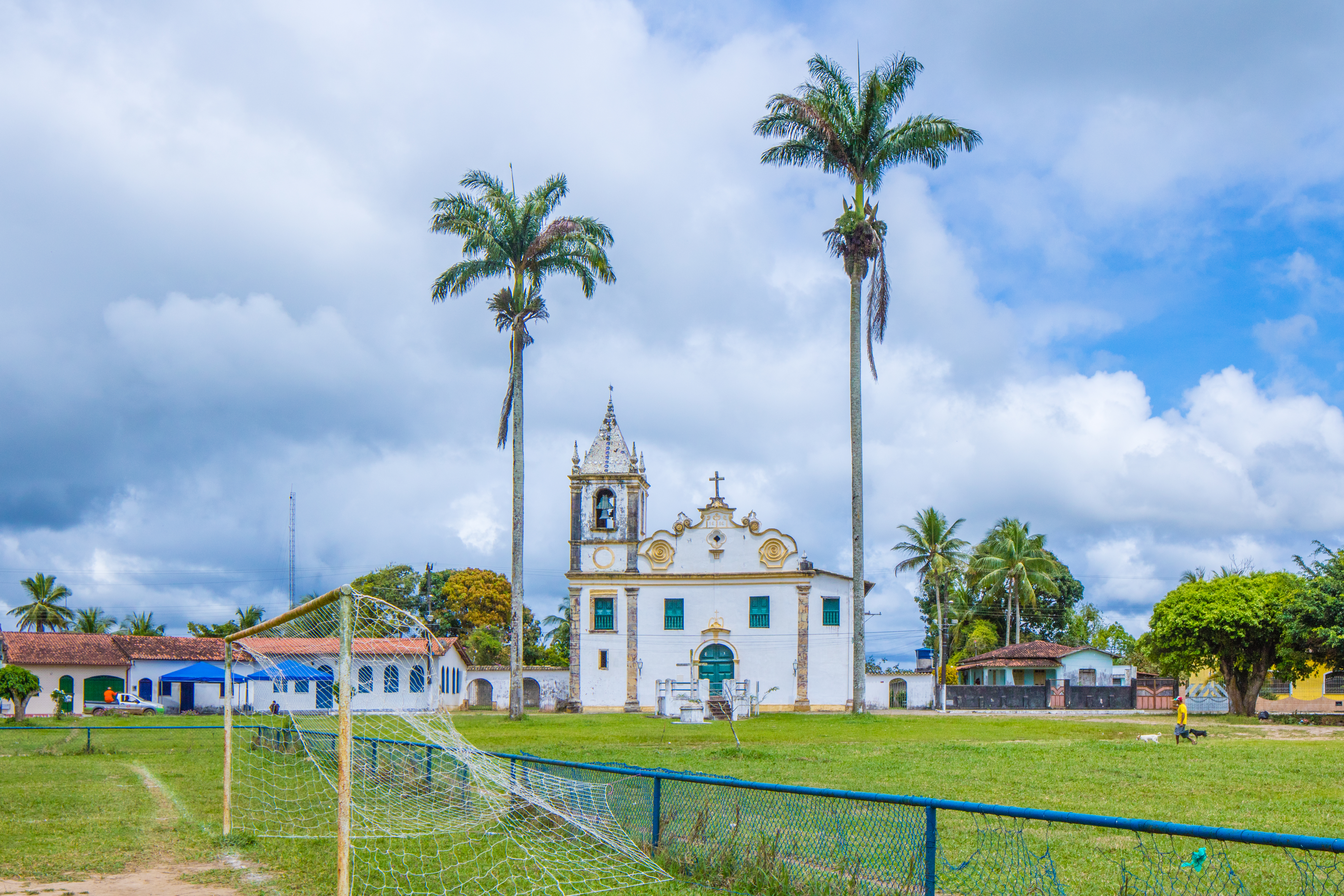
Vista geral em 2017

Gusmão fundou a igreja para educar os filhos dos colonos portugueses no Recôncavo; alunos de ascendência mista, africana e indiana foram excluídos do seminário. Além disso, o seminário permitia apenas alunos do Recôncavo e sertão da Bahia; alunos de Salvador também foram excluídos da escola, pois a cidade já tinha uma escola própria. A família de Aragão de Menezes doou um terreno para o estabelecimento, que ficava próximo a uma aldeia indígena. A igreja foi construída ao mesmo tempo. Os alunos do seminário tinham entre doze e dezenove anos, diferentemente dos alunos de Salvador, moravam exclusivamente no seminário e pagavam mensalidades. Em contraste, os alunos do seminário jesuíta de Salvador permaneceram com a família e frequentaram o curso sem pagar mensalidade. A Igreja, que originalmente ficava no meio do complexo do seminário, foi concluída em 1701. O complexo caiu em ruínas depois da expulsão dos jesuítas do Brasil em 1759.

## Estrutura
A Igreja do Seminário de Belém é constituída por nave única e sacristia, ladeada por corredores laterais e sobreposta por galerias e tribunas. A nave e a capela-mor da igreja são totalmente circundadas por uma "magnífica" varanda elevada; seu projeto pode ter sido influenciado pela Igreja de São Tomás, em Thumpoly, Querala, Índia, construída pelos jesuítas em 1600.

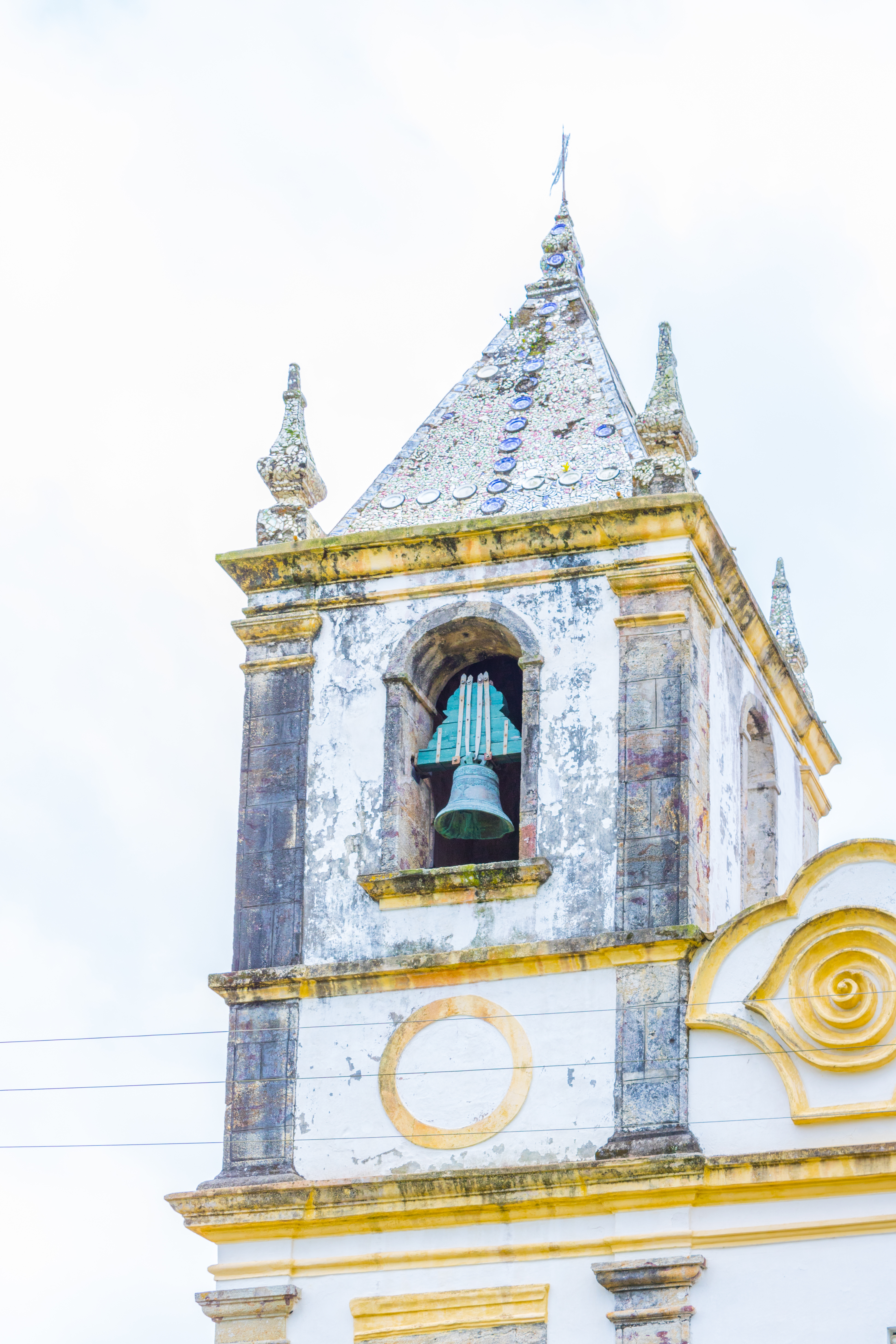
Torre sineira

### Fachada
A fachada atual, que data do final do século XIX, apresenta um frontão rococó e quatro janelas do coro. A fachada é dividida em três partes por pilastras. A igreja possui um portal único com quatro janelas amplas ao nível do coro.

### Torre sineira
O campanário piramidal à esquerda da fachada é revestido em estilo embrechado do século XVII, utilizando porcelana chinesa, telhas e placas como material de cobertura e ornamentação. A louça é proveniente de Macau e trazida para o Recôncavo através das rotas comerciais dos portugueses. O uso de embrechado na cobertura do campanário de uma igreja também é comum a outras igrejas de Salvador e do Recôncavo Baiano, incluindo Igreja e Convento de Santo Antônio e Capela da Ordem Terceira em São Francisco do Conde; a Igreja de Santo Antônio, em Cairu, e a Igreja do Monte, também em Cachoeira.

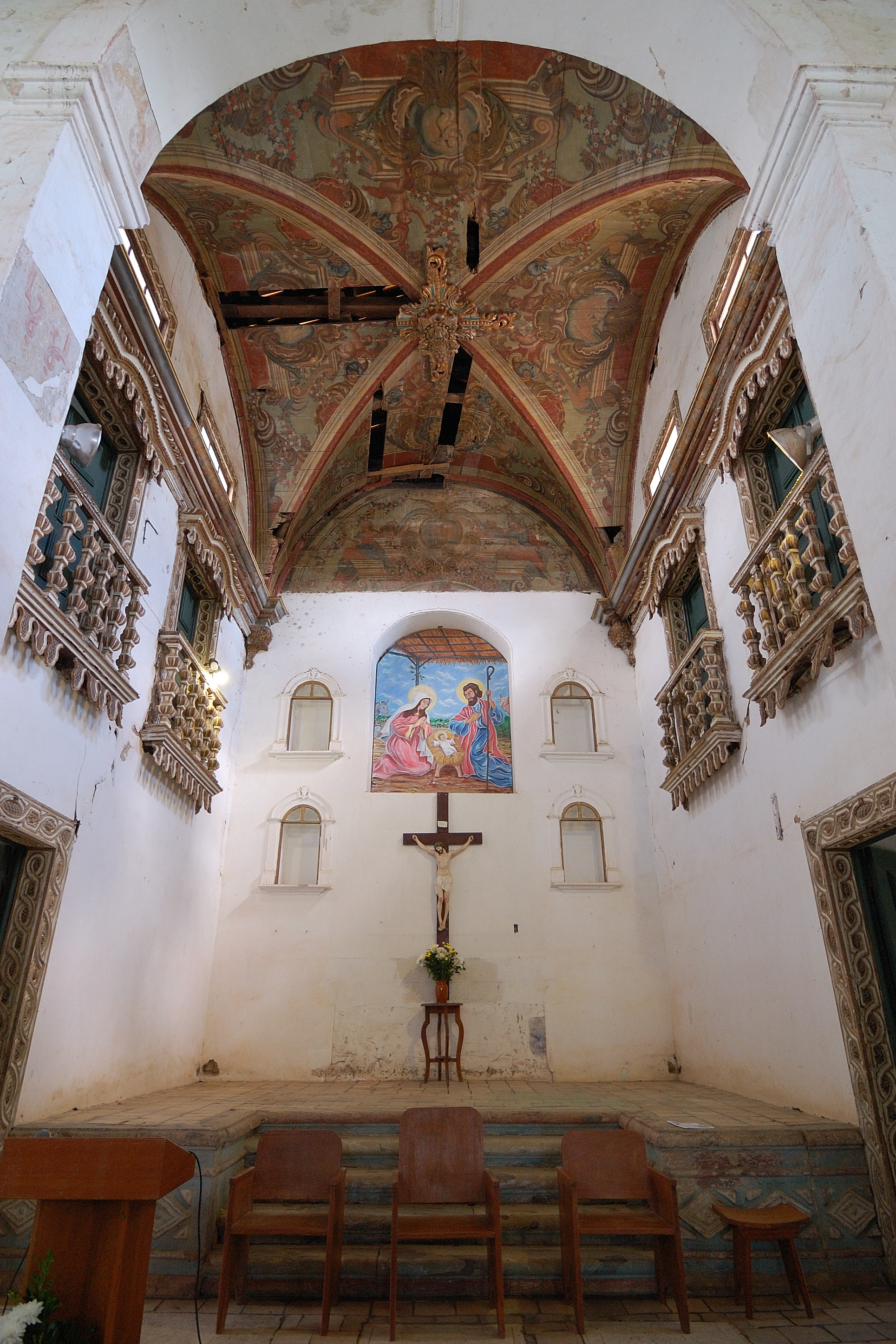
Interior

### Interior
A Igreja do Seminário de Belém é conhecida por suas ricas pinturas de teto com influência chinesa de Charles de Belleville (1657-1730), um pintor, escultor e carpinteiro jesuíta francês, que trabalhou na corte imperial chinesa por nove anos. Ele adoeceu no retorno à Europa em 1707 e acabou sendo deixado em Salvador. Permaneceu no país ao longo do início do século XVIII, mais especificamente em Cachoeira, até sua morte em Salvador. Ele completou inúmeras obras de arte no estilo chinês. As pinturas do teto da sacristia da Igreja de Belém de Cachoeira são as únicas obras atribuídas diretamente ao pintor. Possui fundo na cor preta com Passiflora estilizada (Passiflora edulis, espécie nativa do Brasil), lilases e peônias, todas em rosa brilhante e branco. As bordas e o centro dos painéis estão decorados em ouro chinês; o efeito geral imita o trabalho de laca chinesa . É descrito por Gauvin Bailey como "a obra de arte de estilo asiático mais autenticamente feita na América do Sul".

## Tombamento
A igreja e seu conteúdo foram tombados pelo Instituto do Patrimônio Histórico e Artístico Nacional (IPHAN) em 1938.